# Dębokierz (przystanek kolejowy)
Dębokierz – zlikwidowany przystanek osobowy w Dębokierzu, na linii kolejowej nr 414 Gorzów Wielkopolski Zieleniec – Chyrzyno, w województwie lubuskim, w Polsce.